# Scopelosaurus gibbsi
Scopelosaurus gibbsi är en fiskart som beskrevs av Bertelsen, Krefft och Marshall, 1976. Scopelosaurus gibbsi ingår i släktet Scopelosaurus och familjen Notosudidae. IUCN kategoriserar arten globalt som livskraftig. Inga underarter finns listade i Catalogue of Life.